# أناو
مدينة أناو (بالتركمانية: Änew)‏، هي عاصمة مقاطعة أهال وهي مدينة تبعد 8 كيلومترات جنوب شرق عشق أباد عاصمة تركمانستان قرب الحدود مع إيران. وترتبط بها عبر الطريق السريع "37M". تعود آثار السكن في تاريخ المنطقة إلى الألفية الرابعة قبل الميلاد؛ كما اكتُشفت فيها آثار تعود لتلك الحقبة لفخاريات مطلية جميلة.
اسم البلدة مشتق من الفارسي أبو نو، وتعني الماء الجديد. في عام 2003، قامت المدينة ببناء ملعب جديد، وفي عام 2005 قد قامت ببناء أكبر متحف للعدالة والتنمية.